# María Salgueiro
María Carmen Rodríguez Salgueiro, más conocida como María Salgueiro (Moaña, Pontevedra; 1967) es una actriz y guionista española. Es especialmente conocida por sus trabajos en la televisión de Galicia, y por participar en la serie Vis a vis interpretando a Encarna Molina.

## Trayectoria
Después de su licenciatura, comenzó a trabajar en el grupo de teatro artístico "Aurín", creado por el profesor Pedro P. Riobó en IES María Soliño de Cangas. Se marchó a Madrid en busca de nuevas oportunidades y posteriormente estudió en la Escuela de Interpretación Juan Carlos Corazza.
En 1992 se convirtió en una de las estrellas del programa de televisión Pinnic (Ondas 1993), dirigida por Miquel Obiols, dando vida al personaje BumBum. Trabajó junto a Pere Ponce, Susana García y Álex Sisteré, entre otros. Este programa se emitió durante cuatro años.
Volvió a Galicia y continuó con su carrera. Participó en numerosas obras de teatro, series de televisión y películas, siendo nominada a los Premio Mestre Mateo por su papel de Renata en la serie A vida por diante.

## Televisión
| Año       | Programa / Serie                                   | Personaje             | Notas                                                               |
| --------- | -------------------------------------------------- | --------------------- | ------------------------------------------------------------------- |
| 1991-1992 | Plis-Plas                                          | Plas                  | Producido por Plan de Imagen.                                       |
| 1992-1996 | Pinnic                                             | BumBum                | Producido por TVE.                                                  |
| 2006-2007 | A vida por diante                                  | Renata                | Producido por Voz Audiovisual para TVG.                             |
| 2007      | Desaparecida                                       | Alba                  | Producido por Ganga para TVE.                                       |
| 2007      | El comisario                                       | Carmela               | Producido por BocaBoca para Telecinco.                              |
| 2008      | Os Atlánticos                                      | Sabela                | Producido por Filmanova para TVG.                                   |
| 2008      | Lex                                                | Episódico             | Capítulo 2: "Genéticamente infiel".                                 |
| 2011      | Piratas: El tesoro perdido de Yáñez el Sanguinario | Samira                | Producido por Mandarina para Telecinco.                             |
| 2011      | Lo que ha llovido                                  | Pilar                 | TV movie para Canal Sur.                                            |
| 2012      | Escoba                                             | Pilar                 | Producido por Ficción para TVG.                                     |
| 2015      | Serramoura                                         | María                 | Producido por Videovoz para la TVG.                                 |
| 2015-2016 | Vis a vis                                          | Encarna Molina        | Producido por Globomedia para Antena 3. Protagonista (18 episodios) |
| 2020      | Desaparecidos                                      | Inspectora Secuestros | Procudido por Plano a plano para Prime Video y Telecinco            |

## Cine

### Largometrajes
- Divinas palabras (1991), de José Luis García Sánchez.
- Una mujer invisible (2007), Gerardo Herrero. Como Teresa.
- Abrígate (2007), de Ramón Costafreda. Como Irene.
- Apocalipsis Z (2024), como Sor Cecilia

### Cortometrajes
- Un home afortunat (1995), de César Bermejo.
- 15 días (2000), de Rodrigo Cortés.
- 9:00 P.M. (2000), de Alejandro Sigüenza e Dani Cocoa.